# Jasikovo
Jasikovo (izvirno srbsko Јасиково) je naselje v Srbiji, ki upravno spada pod Občino Majdanpek; slednja pa je del Borskega upravnega okraja.

## Demografija
V naselju živi 584 polnoletnih prebivalcev, pri čemer je njihova povprečna starost 43,4 let (41,6 pri moških in 45,1 pri ženskah). Naselje ima 204 gospodinjstev, pri čemer je povprečno število članov na gospodinjstvo 3,51.
Prebivalstvo je večinoma nehomogeno, a v času zadnjih treh popisov je opazno zmanjšanje števila prebivalcev.
|  |

| Demografija | Demografija     | Demografija     |
| Leto        | Št. prebivalcev | Št. prebivalcev |
| ----------- | --------------- | --------------- |
|             |                 |                 |
|             |                 |                 |
|             |                 |                 |
|             |                 |                 |
| 1948        | 1032            |                 |
| 1953        | 1075            |                 |
| 1961        | 1071            |                 |
| 1971        | 1049            |                 |
| 1981        | 963             |                 |
| 1991        | 822             | 820             |
| 2002        | 756             | 717             |
|             |                 |                 |

| Etnična sestava po popisu iz leta 2002 | Etnična sestava po popisu iz leta 2002 | Etnična sestava po popisu iz leta 2002 | Etnična sestava po popisu iz leta 2002 | Etnična sestava po popisu iz leta 2002 |
| -------------------------------------- | -------------------------------------- | -------------------------------------- | -------------------------------------- | -------------------------------------- |
| Vlahi                                  | Vlahi                                  |                                        | 349                                    | 48,67%                                 |
| Srbi                                   | Srbi                                   |                                        | 333                                    | 46,44%                                 |
| Neznano                                | Neznano                                |                                        | 0                                      | 0,0%                                   |